# Cirilo Córdova
Cirilo Eduardo Córdova de Pablo es un ingeniero comercial, empresario y dirigente gremial chileno, ex alto ejecutivo de firmas como Compañía Cervecerías Unidas (CCU) y Compañía Tecno Industrial (CTI).
Estudió ingeniería comercial en la Pontificia Universidad Católica de la capital. Apenas egresado, a principios de 1970, se incorporó al departamento de Estudios del grupo BHC -que encabezaban los empresarios Javier Vial Castillo y Fernando Larraín Peña- que en ese entonces era dueño de las manufactureras Fensa y Mademsa.
En marzo de 1971 pasó a esta última, tocándole el periodo de intervenciones propiciadas por el Gobierno de la izquierdista Unidad Popular. En ese contexto político, en 1973 volvió a la universidad, esta vez con fines laborales en lugar de académicos.
Tras el golpe de Estado que en septiembre de ese año derrocó al presidente Salvador Allende, volvió a la compañía, tras ser ésta devuelta a sus originales dueños.
En noviembre se instaló en la gerencia comercial de Mademsa, que se fusionó con Fensa y cambió su nombre a CTI. Ambas marcas se mantienen intactas.
Entre 1983 y 1986 ocupó la gerencia general de CCU, cargo en el que fue sucedido por el italiano Tiberio Dall'Olio.
Tras ello, volvió a CTI, esta vez como ejecutivo y accionista tras ganar, junto a Sigdo Koppers y sus socios Juan Elgueta y Wayhi Yousef, la licitación de la firma, la cual se mantenía bajo convenio judicial preventivo a raíz de la crisis económica de 1982.
Permaneció como gerente general de la empresa hasta el 30 de abril de 2008.
En 2011 cerró este ciclo vendiendo su participación a la sueca Electrolux en el marco de una oferta pública de adquisición de acciones.

En 2013 ocupó interinamente la presidencia de la Sociedad de Fomento Fabril (Sofofa) tras el fallecimiento de Andrés Concha.

## Nota
1. ↑  Cabe señalar que el control de la empresa siempre estuvo en manos de Sigdo Koppers.